# Монополия на насилие
Монополия на насилие (англ. monopoly on violence, нем. Gewaltmonopol des Staates) — концепция государства, изложенная Максом Вебером в очерке «Политика как призвание и профессия». Он, в частности, утверждал, что государство невозможно определить социологически в терминах его целей или того, что оно делает, поскольку невозможно исторически показать, что какая-либо конкретная задача или функция специфична для государства. Поэтому, говорил Вебер, четко очерченный признак государства следует искать в средствах, которые оно использует. Таковым средством, легитимное использование которого признаётся только за государством, является насилие (полиция, армия).
Концепция Вебера о государстве как правомочии на монополию на насилие занимает видное место в философии права и политической философии XX века.

## Теория Макса Вебера
В очерке «Политика как призвание и профессия» Макс Вебер считает монополию на насилие специфической функцией, которую не могут нести другие организации и общественные институты. Отсюда монополия на насилие выступает для него критерием выделения государства как особой организации и особого института:

«Всякое государство основано на насилии», — говорил в свое время Троцкий в Брест-Литовске. И это действительно так. Только если бы существовали социальные образования, которым было бы неизвестно насилие как средство, тогда отпало бы понятие «государства», тогда наступило бы то, что в особом смысле слова можно было бы назвать «анархией». Конечно, насилие отнюдь не является нормальным или единственным средством государства — об этом нет и речи, — но оно, пожалуй, специфическое для него средство…

Современное государство есть организованный по типу учреждения союз господства, который внутри определенной сферы добился успеха в монополизации легитимного физического насилия как средства господства и с этой целью объединил вещественные средства предприятия в руках своих руководителей, а всех сословных функционеров с их полномочиями, которые раньше распоряжались этим по собственному произволу, экспроприировал и сам занял вместо них самые высшие позиции.— Вебер М. Политика как призвание и профессия // Вебер М. Избранные произведения. М., 1990.